# مؤسسة ويكيميديا ضد وكالة الأمن القومي
مؤسسة ويكيميديا ضد وكالة الأمن القومي رفعت دعوى قضائية من خلال الاتحاد الأمريكي للحريات المدنية نيابة عن مؤسسة ويكيميديا والعديد من المنظمات الأخرى ضد وكالة الأمن القومي، ووزارة العدل الأمريكية، وأفراد آخرين متهمين الوكالة بمراقبة جماعية لمستخدمي ويكيبيديا. تزعم الدعوى أن نظام المراقبة، الذي تطلق عليه وكالة الأمن القومي اسم "Upstream"، ينتهك التعديل الأول لدستور الولايات المتحدة، الذي يحمي حرية التعبير، والتعديل الرابع لدستور الولايات المتحدة، الذي يحظر عمليات التفتيش والمصادرة غير المعقولة.
تم رفع الدعوى في المحكمة الجزئية الأمريكية في مقاطعة ماريلاند حيث أن وكالة الأمن القومي مقرها في فورت ميد، ماريلاند. تم رفض الدعوى في أكتوبر 2015 من قبل القاضي تي إس إليس الثالث، وتم استئناف هذا القرار بعد أربعة أشهر أمام محكمة الاستئناف للدائرة الرابعة من قبل مؤسسة ويكيميديا. وقد وجدت محكمة الاستئناف أن الرفض كان صحيحًا بالنسبة لجميع المدعين باستثناء المؤسسة، التي وجدت المحكمة أن ادعاءاتها "معقولة" بما يكفي لتكون لها صفة قانونية لإعادة القضية إلى المحكمة الأدنى. في أحكام أخرى، حكمت المحكمة الجزئية، ومحكمة الاستئناف، والمحكمة العليا الأمريكية (في رفضها سماع القضية واستنادها إلى امتياز أسرار الدولة)، لصالح وكالة الأمن القومي، مما أنهى الدعوى القضائية.

## المُدّعون
كان المدعون الأصليون إلى جانب مؤسسة ويكيميديا هم الرابطة الوطنية لمحامي الدفاع الجنائي، ومنظمة هيومن رايتس ووتش، ومنظمة العفو الدولية في الولايات المتحدة، ومركز القلم الأمريكي، والصندوق العالمي للمرأة، ومجلة ذا نيشن، ومعهد رذرفورد، ومكتب واشنطن لشؤون أمريكا اللاتينية.

## خلفية القضية
تم الكشف عن المراقبة العلوية لأول مرة في مايو 2013 بواسطة إدوارد سنودن، وهو محلل سابق في وكالة الأمن القومي. فشلت دعوى سابقة رفعتها منظمة اتحاد الحريات المدنية الأمريكية، كلابر ضد منظمة العفو الدولية في الولايات المتحدة، بسبب عدم وجود صفة قانونية. في ضوء بعض التسريبات التي نشرها سنودن، والتي تضمنت شريحة سرية للغاية من وكالة الأمن القومي الأمريكية تشير على وجه التحديد إلى ويكيبيديا كهدف للمراقبة، دفعت مؤسسة ويكيميديا بشكوى قانونية ضد وكالة الأمن القومي الأمريكية لانتهاك حقوق مستخدميها بموجب التعديلين الأول والرابع.
منذ عهد كلابر، أكدت الحكومة بنفسها العديد من الحقائق الرئيسية حول عمليات المراقبة التي تقوم بها وكالة الأمن القومي، بما في ذلك أنها تجري عمليات بحث دون أي اشتباه. وأشار محامي اتحاد الحريات المدنية الأمريكية، باتريك تومي، إلى أن الدعوى القضائية لها أهمية خاصة لأن المدعين منخرطون في "مئات المليارات من الاتصالات الدولية" سنويا. يجب على أي برنامج للمراقبة في المنبع أن يقوم بالضرورة بمسح جزء كبير من هذه الاتصالات.

## التقاضي
في 6 أغسطس 2015، قدم المدعى عليهم (وكالة الأمن القومي وآخرون ) طلب رفض الدعوى، بحجة أن المدعين لم يثبتوا بشكل معقول أنهم تضرروا من جمع البيانات من قبل المنبع وبالتالي يفتقرون إلى الأهلية لمقاضاة الشركة. ردًا على ذلك، قدمت مؤسسة الحدود الإلكترونية مذكرة صديقة للمحكمة نيابة عن مجموعة من المكتبات وبائعي الكتب. وقد قدم كلا الجانبين مرافعات شفوية في جلسة استماع في 25 سبتمبر 2015.
في 23 أكتوبر 2015، رفضت المحكمة الجزئية لمنطقة ماريلاند الدعوى على أساس الوضع القانوني. حكم قاضي المحكمة الجزئية الأمريكية تي إس إليس الثالث بأن المدعين لا يستطيعون إثبات خضوعهم للمراقبة من قبل المنبع بشكل معقول، وهو ما يتردد صداه في قرار عام 2013 في قضية كلابر ضد منظمة العفو الدولية الأمريكية. قالت مؤسسة ويكيميديا إنها تتوقع استئناف القرار. قالت المؤسسة إن شكواها لها أساس، وأنه لا شك في أن المراقبة من المنبع التقطت اتصالات مجتمع المستخدمين ومؤسسة ويكيميديا نفسها. قالت مؤسسة الحدود الإلكترونية، التي قدمت مذكرة صديقة للمحكمة لدعم المدعين، إنه من غير المعقول رفض الدعوى بسبب عدم كفاية الأدلة عندما كان برنامج المراقبة الذي اشتكى منه سريًا، وحثت المحاكم الفيدرالية على معالجة القضايا الدستورية الخطيرة التي يفرضها برنامج المراقبة في المنبع. وقد قدم المدعون استئنافًا إلى محكمة الاستئناف الأمريكية للدائرة الرابعة في 17 فبراير 2016.
في 23 مايو 2017، ألغت محكمة الاستئناف بالدائرة الرابعة قرار المحكمة الأدنى برفض شكاوى ويكيميديا. حكمت محكمة الاستئناف بأن مزاعم المؤسسة بشأن انتهاكات وكالة الأمن القومي للتعديل الرابع كانت معقولة بما يكفي "للنجاة من التحدي الظاهري للموقف"، ووجدت أن الضرر المحتمل الناجم عن جمع وكالة الأمن القومي للبيانات الخاصة لم يكن تخمينيًا. وبناءً على ذلك، أعادت المحكمة الدعوى التي رفعتها المؤسسة وأمرت محكمة مقاطعة ماريلاند بمواصلة الإجراءات. وقد أيدت المحكمة على نحو معاكس رفض إليس للدعاوى التي رفعها المدعون الآخرون؛ وفي قرارها، لاحظت المحكمة أن المدعين غير التابعين لـ Wikimedia لم يقدموا قضية قوية بما يكفي لإثبات تأثر عملياتهم بنطاق Upstream.
في 16 ديسمبر 2019، قضت المحكمة الجزئية بأن مؤسسة ويكيميديا ليس لديها الحق في المضي قدماً في مطالباتها. في 14 فبراير 2020، قدمت مؤسسة ويكيميديا إشعارًا بالاستئناف في هذه القضية أمام محكمة الاستئناف للدائرة الرابعة. تم الاستماع إلى الاستئناف في مارس 2021 ، وتم رفضه مرة أخرى في سبتمبر من نفس العام.
في فبراير 2023، رفضت المحكمة العليا الأمريكية الاستماع إلى القضية.